# Ивонинская, Наталья Евгеньевна
Наталья Евгеньевна Ивонинская (род. 22 февраля 1985) — казахстанская легкоатлетка (бег на 100 м с барьерами), мастер спорта Республики Казахстан международного класса.

## Биография
В настоящее время живет и тренируется в Астане. Победитель и призер ряда международных турниров и чемпионатов.
На Олимпиаде - 2008 в Пекине была 27-й со временем 13,20.
На Олимпиаде - 2012 в Лондоне была лишь 30-й со временем 13,48.
26 октября 2018 года после перепроверки допинг-проб, сданных после Лондона-2012. Ивонинская временно отстранена от соревнований из-за наличия запрещенных препаратов. Спустя год стал известен срок дисквалификации легкоатлетки. На соревнованиях она сможет выступать только после 25 октября 2020 года.